# Nigel Davies (escaquista)
Nigel Davies (Southport, 1960), és un jugador, entrenador, i escriptor d'escacs anglès, que té el títol de Gran Mestre des de 1993.
Tot i que roman inactiu des de juliol de 2009, a la llista d'Elo de la FIDE del juliol de 2015, hi tenia un Elo de 2494 punts, cosa que en feia el jugador número 22 d'Anglaterra. El seu màxim Elo va ser de 2530 punts, a la llista de gener de 1995 (posició 227 al rànquing mundial).

## Resultats destacats en competició
Davies va guanyar el Campionat britànic Sub-21 el 1979 i el Campionat de ràpides de la Gran Bretanya el 1987.

## Llibres
- Davies, Nigel. The Grünfeld Defence.  Everyman Chess, 2002. ISBN 1-85744-239-3.
- Davies, Nigel. The Veresov.  Everyman Chess, 2003. ISBN 9781857443356.
- Davies, Nigel. The Dynamic Reti.  Everyman Chess, 2004. ISBN 9781857443523.
- Davies, Nigel. The Trompowsky.  Everyman Chess, 2005. ISBN 1857443764.
- Davies, Nigel. King’s Indian Attack.  Hamburg: ChessBase, 2008. ISBN 978-3-86681-071-6.
- Davies, Nigel. Starting Out: The Modern.  Everyman Chess, 2008. ISBN 9781857445664.